# باوليوس دامبروسكاس
باوليوس دامبروسكاس (بالليتوانية: Paulius Dambrauskas)‏ مواليد 16 ديسمبر 1991 في فيلنيوس، هو لاعب كرة سلة ليتواني. بدأ مسيرته الاحترافية في سنة 2008. يلعب كلاعب هجوم خلفي. يحمل الرقم 4. لعب مع ليتوفوس رايتس في الدوري الليتواني لكرة السلة.

## روابط خارجية
- باوليوس دامبروسكاس على موقع الاتحاد الدولي لكرة السلة (الإنجليزية)
- باوليوس دامبروسكاس على موقع كرة السلة الأوروبية.كوم (الإنجليزية)
- باوليوس دامبروسكاس على موقع ريلجم (الإنجليزية)
- باوليوس دامبروسكاس على موقع بروبوليرز (الإنجليزية)
- باوليوس دامبروسكاس على موقع سبورتس رفرنس (الإنجليزية)